# ميخائيل جويس
ميخائيل جويس (بالإنجليزية: Michael Joyce)‏ هو صحفي وكاتب أمريكي، ولد في 1945 في لاكاوانا في الولايات المتحدة.